# 落合南長崎站
落合南長崎站（日语：／ Ochiai-minami-nagasaki eki */?）是位於日本東京都新宿區西落合三丁目，屬於東京都交通局（都營地下鐵）大江戶線的鐵路車站。車站編號是E 33。本站位於新宿區與豐島區的邊界附近，一部分跨越該區南長崎。

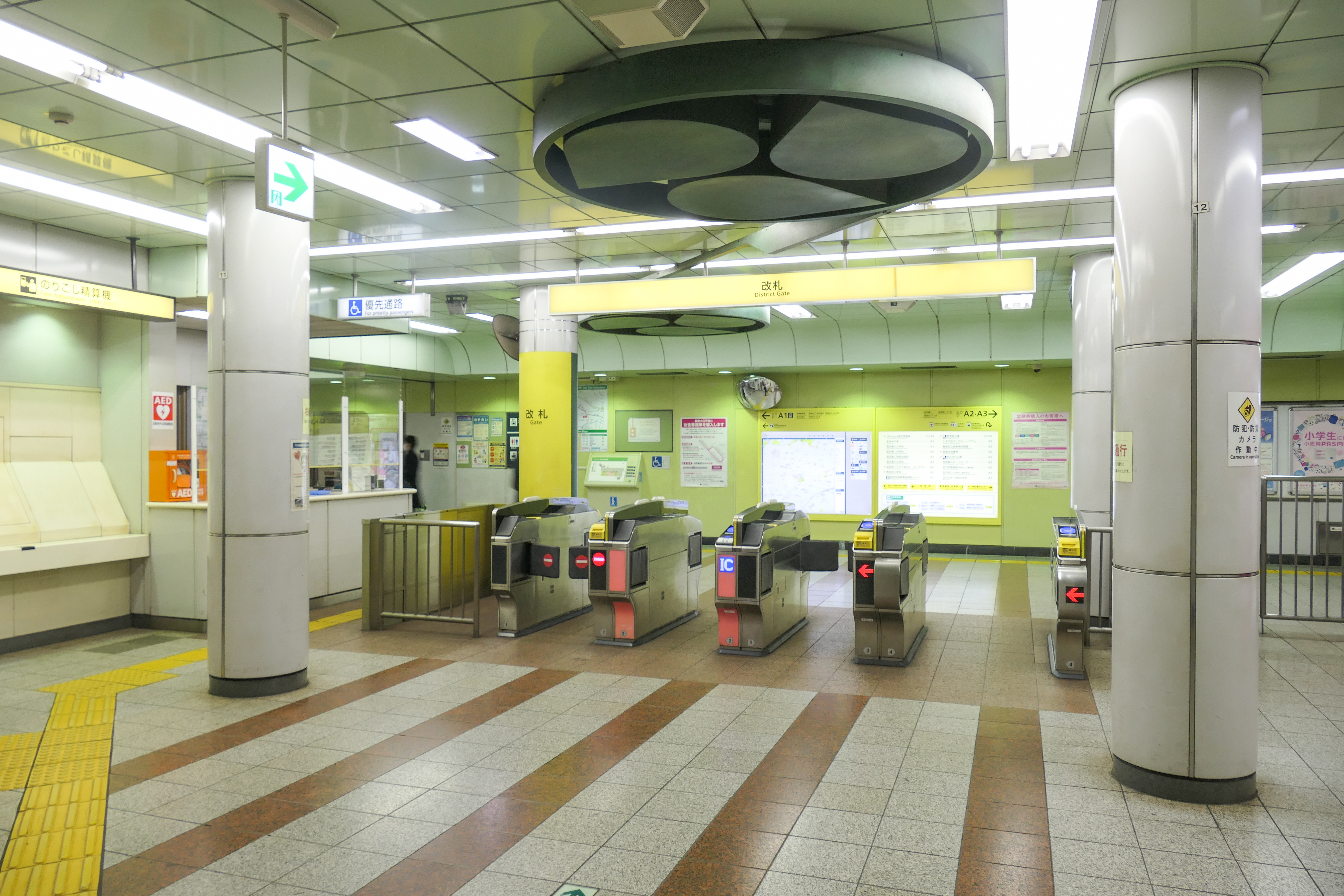
驗票口(2023年5月)

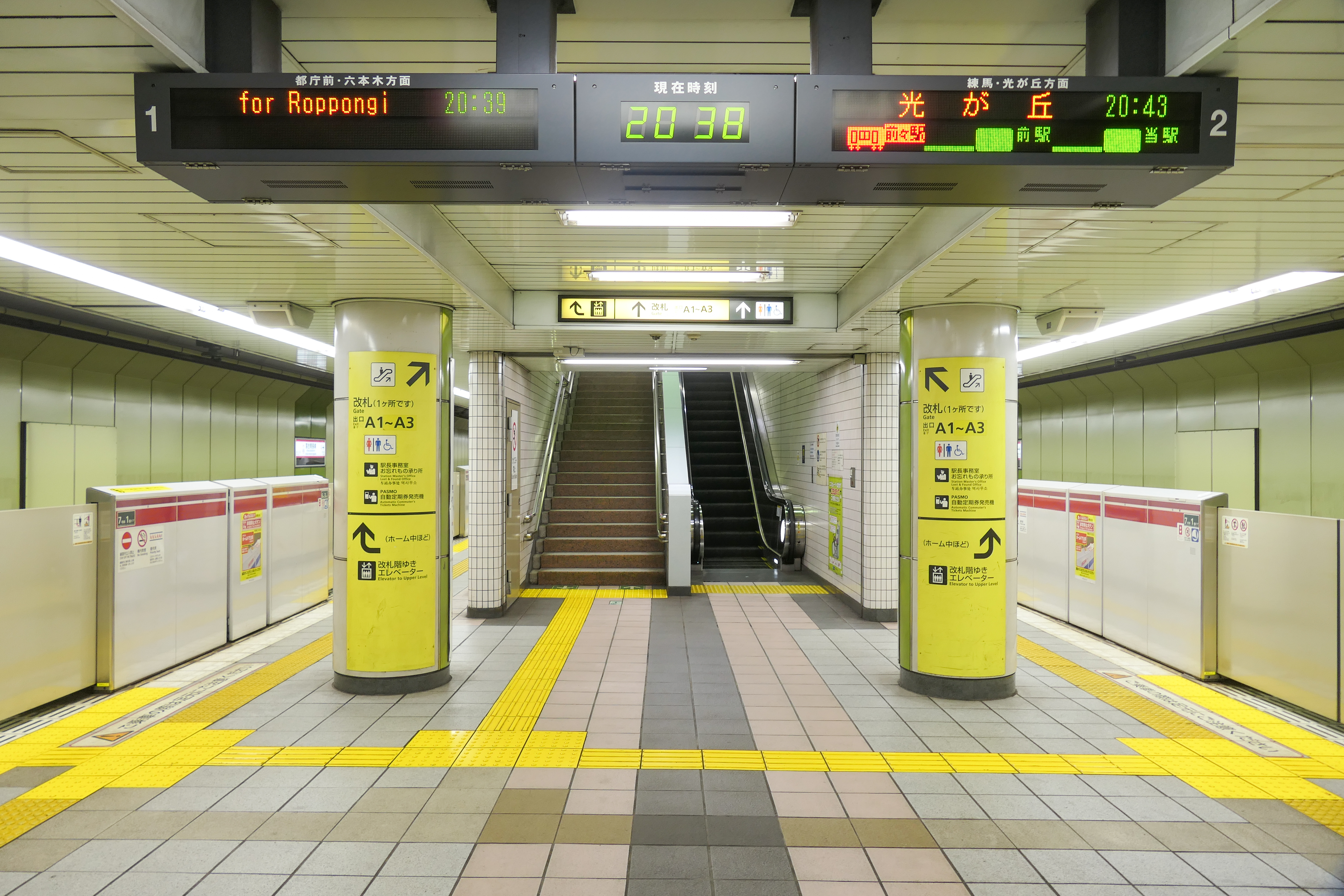
1號與2號月台(2023年5月)

## 歷史
- 1997年（平成9年）12月19日：開業。
- 2000年（平成12年）4月20日：都營12號線改稱大江戶線。

### 名稱由來
本站位於東京都新宿區與豐島區的交界，因此以新宿區側地名西落合與豐島區側地名南長崎組成站名。開業前的臨時站名為「南長崎」。

## 構造
本站為島式月台1面2線的地下車站，深度約17公尺。開業時有兩個出入口，2012年3月30日在A2出入口對側增設A3出入口。該出入口與商業設施「i Terrace落合南長崎」直通。

### 月台配置
| 月台 | 路線     | 目的地                                   |
| ---- | -------- | ---------------------------------------- |
| 1    | 大江戶線 | 都廳前、六本木、（都廳前轉乘）飯田橋方向 |
| 2    | 大江戶線 | 練馬、光丘方向                           |

（來源：都營地下鐵:車站構內圖 （页面存档备份，存于））

## 利用狀況
2017年度1日平均上下車人次為27,147人（上車人次13,705人、下車人次13,442人）。
開業以來1日平均上下車、上車人次變化如下表。
| 年度               | 1日平均 上下車人次 | 1日平均 上車人次 | 來源     |
| ------------------ | ------------------ | ---------------- | -------- |
| 1997年（平成09年） |                    | 3,738            | [ * 1 ]  |
| 1998年（平成10年） |                    | 4,723            | [ * 2 ]  |
| 1999年（平成11年） |                    | 5,388            | [ * 3 ]  |
| 2000年（平成12年） |                    | 6,447            | [ * 4 ]  |
| 2001年（平成13年） |                    | 7,978            | [ * 5 ]  |
| 2002年（平成14年） | 16,551             | 8,583            | [ * 6 ]  |
| 2003年（平成15年） | 18,029             | 9,250            | [ * 7 ]  |
| 2004年（平成16年） | 18,762             | 9,680            | [ * 8 ]  |
| 2005年（平成17年） | 19,507             | 10,060           | [ * 9 ]  |
| 2006年（平成18年） | 20,192             | 10,408           | [ * 10 ] |
| 2007年（平成19年） | 21,366             | 10,950           | [ * 11 ] |
| 2008年（平成20年） | 21,525             | 11,006           | [ * 12 ] |
| 2009年（平成21年） | 21,378             | 10,928           | [ * 13 ] |
| 2010年（平成22年） | 21,188             | 10,798           | [ * 14 ] |
| 2011年（平成23年） | 20,815             | 10,606           | [ * 15 ] |
| 2012年（平成24年） | 22,875             | 11,594           | [ * 16 ] |
| 2013年（平成25年） | 23,856             | 12,080           | [ * 17 ] |
| 2014年（平成26年） | 24,329             | 12,308           | [ * 18 ] |
| 2015年（平成27年） | 25,251             | 12,774           | [ * 19 ] |
| 2016年（平成28年） | 26,031             | 13,160           | [ * 20 ] |
| 2017年（平成29年） | 27,147             | 13,705           |          |

## 周邊
- i Terrace落合南長崎 - A3出入口直通
- 東長崎站（西武鐵道池袋線） - 步行約7分
- 貓地藏
- Kenko Tokina（日语：ケンコー・トキナー）
- 關水金屬本社、HOBBY CENTER KATO（日语：ホビーセンターカトー）
- 哲學堂公園
- 野方配水塔（日语：野方配水塔）
- 新青梅街道（日语：新青梅街道）（東京都道440號落合井草線（日语：東京都道440号落合井草線））
- 新目白通（東京都道8號千代田練馬田無線）
- 目白通（東京都道8號千代田練馬田無線）
- 目白大學
- 新宿區立落合第二中學校
- 常盤莊 - 建物已不存在。紀念碑在附近的豐島區立花咲公園內。

### 巴士路線
乘車處編號是參考都營巴士官方網站「tobus.jp」，為虛擬編號，實際上未使用。
乘車處1
- 宿02：經下落合站往新宿站西口（關東巴士）
- 池11：經椎名町站北口往池袋站西口（關東巴士、國際興業巴士）
- 池65：經目白站前往池袋站東口（都營巴士）

乘車處3
- 宿02：往丸山營業所（關東巴士）
- 池11：經新井藥師前站、中野五丁目、區立體育館往中野站（關東巴士、國際興業巴士）
- 池65：往江古田二丁目（都營巴士）
- 池65：經江古田二丁目往練馬車庫前（都營巴士）（班次少）

乘車處4
- 白61：經江古田二又往練馬車庫前（都營巴士）

## 相鄰車站
都營地下鐵
 大江戶線
中井（E 32）－落合南長崎（E 33）－新江古田（E 34）

### 來源
東京都統計年鑑
1. ↑  .   [2017-06-01]. （原始内容存档于2016-03-04）.
2. ↑  東京都統計年鑑（平成10年）PDF
3. ↑  東京都統計年鑑（平成11年）PDF
4. ↑  .   [2017-06-01]. （原始内容存档于2016-03-04）.
5. ↑  .   [2017-06-01]. （原始内容存档于2016-03-04）.
6. ↑  .   [2017-06-01]. （原始内容存档于2017-07-29）.
7. ↑  .   [2017-06-01]. （原始内容存档于2017-07-29）.
8. ↑  .   [2017-06-01]. （原始内容存档于2017-07-29）.
9. ↑  .   [2017-06-01]. （原始内容存档于2017-07-29）.
10. ↑  .   [2017-06-01]. （原始内容存档于2017-07-29）.
11. ↑  .   [2017-06-01]. （原始内容存档于2017-07-29）.
12. ↑  .   [2017-06-01]. （原始内容存档于2017-07-29）.
13. ↑  .   [2017-06-01]. （原始内容存档于2016-03-26）.
14. ↑  .   [2017-06-01]. （原始内容存档于2016-03-27）.
15. ↑  .   [2017-06-01]. （原始内容存档于2016-03-25）.
16. ↑  .   [2017-06-01]. （原始内容存档于2016-03-27）.
17. ↑  .   [2017-06-01]. （原始内容存档于2016-03-22）.
18. ↑  .   [2017-06-01]. （原始内容存档于2017-07-30）.
19. ↑  .   [2017-06-01]. （原始内容存档于2018-11-09）.
20. ↑  .   [2019-02-26]. （原始内容存档于2019-05-02）.

## 外部連結
- 落合南長崎 - 東京都交通局（日語）